# اریک (کشتی‌گیر)
ریموند رو پدر (به انگلیسی: Raymond Rowe Sr.) (متولد ۲۱ اوت ۱۹۸۴) کشتی‌گیر حرفه‌ای آمریکایی است که اکنون با کمپانی دبلیودبلیوئی قرارداد امضا شده دارد. جایی که در برند راو با نام رینگی اِریک (به انگلیسی: Erik) به عنوان یکی از اعضای تیم وایکینگ ریدرز برنامه اجرا می‌کند.